# Timothy DiDuro
Timothy DiDuro (Geneva, 2 agosto 1971) è un batterista statunitense, che ha militato negli Skid Row e negli Slaughter.
Dopo essersi fatto per diversi anni le ossa all'interno del circuito musicale di Orlando, in Florida, nei primi mesi del 2004 viene chiamato per sostituire Phil Varone negli Skid Row. Successivamente entra come turnista negli Slaughter, con cui si esibisce in alcune date durante il 2006.